# Pałac Pokoju w Hadze
Pałac Pokoju (nid. Vredespaleis) – neorenesansowy pałac w Hadze, w Holandii. Został wybudowany w latach 1907–1913 i uroczyście otwarty 28 sierpnia 1913 roku. Obiekt jest siedzibą m.in. Międzynarodowego Trybunału Sprawiedliwości i Stałego Trybunału Arbitrażowego.
Trwający w II połowie XIX wieku w Europie wyścig zbrojeń skłonił cara Mikołaja II do zorganizowania konferencji pokojowej. Spotkanie z udziałem przedstawicieli 26 państw zorganizowano w holenderskiej Hadze w 1899 roku. Dało to początek tzw. konwencjom haskim oraz działalności Stałego Trybunału Arbitrażowego. W roku 1907 zorganizowano w Hadze drugą konferencję i rozpoczęto budowę siedziby Trybunału. Uroczyste otwarcie pałacu z udziałem królowej Wilhelminy miało miejsce 28 sierpnia 1913 roku. Po I wojnie światowej pałac stał się również siedzibą Stałego Trybunału Sprawiedliwości Międzynarodowej (po II wojnie światowej zastąpionego przez Międzynarodowy Trybunał Sprawiedliwości).